# ラージョ・バジェカーノ
ラージョ・バジェカーノ・デ・マドリード, S.A.D.（Rayo Vallecano de Madrid, S.A.D., スペイン語発音: [ˈraʝo βaʎeˈkano ðe maˈðɾið]）は、スペイン・マドリード州プエンテ・デ・バリェカスに本拠地を置くサッカークラブ。ラーヨ・バリェカノと表記される事もある。2021-22シーズンからはラリーガに所属している。

## 歴史
ラージョ・バジェカーノはエレベータークラブであり、プリメーラ・ディビシオン（1部）、セグンダ・ディビシオン（2部）、セグンダ・ディビシオンB（3部）を数年ごとに行き来している。
設立は1924年。まだマドリード市に併合される前の自治体バジェカスにあった労働者を中心とする複数のクラブが合併し、その中の一チーム名Rayo（光線）を取って、アグルパシオン・デポルティーバ・エル・ラージョ（Agrupación Deportiva El Rayo、ラジョ・スポーツ協会）として活動を始めた。1947年には地名を加えてAgrupación Deportiva Rayo Vallecanoに変更された。
1991年にはクラブが株式会社（S.A.D.）化した際には、ホセ・マリア・ルイス＝マテオスが株式の大半を取得して会長に就任した。1992年にはホセ・アントニオ・カマーチョ監督の下でプリメーラ・ディビシオンに昇格し、1993年にはウーゴ・サンチェスが加入したが、1994年にはセグンダ・ディビシオンに降格した。1994年1月12日、ホセ・マリア・ルイス＝マテオスの妻であるテレサ・リベーロが会長に就任した。女性がプリメーラ・ディビシオンのクラブの会長となるのは史上初の出来事である。1995年、テレサ・リベーロ会長はクラブ名をラージョ・バジェカーノ・デ・マドリード（Rayo Vallecano de Madrid）に変更した。テレサ・リベーロ会長の在任中には好成績を残し、新たに創設した女子チームのラージョ・バジェカーノ・フェメニーノはプリメーラ・ディビシオン・フェメニーナ（女子1部）の強豪に育った。2011年にはホセ・マリア・ルイス＝マテオスが経営する食品会社がクラブ運営から手を引いたため、ファンの間ではチーム名称を1995年以前の名称に戻す運動が起こった。しかし株主らからはマドリードの単語を残すべきとの意見もあり、決定していない。
1999年には3シーズンぶりにプリメーラ・ディビシオンに昇格し、1999-2000シーズンには9位であったが、フェアプレー枠でUEFAカップの出場権を獲得した。2000-01シーズンに出場したUEFAカップでは準々決勝に進出し、準優勝したデポルティーボ・アラベスとともにスペイン勢の中小クラブの躍進は世界を驚かせた。しかし、2002-03シーズンに最下位となってセグンダ・ディビシオンに降格すると、2003-04シーズンは21位となって2シーズン連続での降格を経験した。2005-06シーズンにはミチェル監督を解任した。2006-07シーズンはセグンダ・ディビシオンBを2位で終え、昇格プレーオフの準決勝に勝利したが、決勝でSDエイバルに2試合合計1-2で敗れて昇格はならなかった。2007-08シーズンはセグンダ・ディビシオンBで優勝し、昇格プレーオフでは準決勝でベニドルムCFに、決勝ではサモラCFに勝利して、4シーズンぶりのセグンダ・ディビシオン昇格を果たした。2008-09シーズンはかなりの期間を昇格を争う順位に位置し、降格とは無縁のシーズンを過ごした。同シーズン、女子チームのラージョ・バジェカーノ・フェメニーノはプリメーラ・ディビシオン・フェメニーナで初優勝し、2009-10シーズンにはUEFA女子チャンピオンズリーグに出場したが、ラウンド32でロシアのWFCロシヤンカ(WFC Rossiyanka)に2試合合計2-5で敗れた。2010-11シーズンのセグンダ・ディビシオンでは、財政難にも関わらず優勝したレアル・ベティスに次ぐ2位で終え、8シーズンぶりにプリメーラ・ディビシオン昇格を果たした。2011-12シーズンは守備は38試合73失点とリーグ最多だったものの、リーグ6位タイの53得点という攻撃サッカーを貫き、15位で残留を決めた。
レアル・マドリード、アトレティコ・マドリードとともにマドリードを本拠地とするが、下部リーグでのシーズンが多いためか両チームとの対戦においてもマドリードダービーのムードは薄い。レアル・マドリードなどでもプレーしたローリー・カニンガムは1988年にラジョ・バジェカーノに加入したが、1年後の1989年に自動車事故で死去した。スペインの反ファシズム主義バンドであるSka-Pはラジョ・バジェカーノのファンであることを公言しており、コモ・ウン・ラジョ（Como un Rayo、ラジョとして）とラジョ・バジェカーノ(Rayo Vallecano)という曲がある。

## ユニフォーム
ラージョ・バジェカーノの現在の赤いタスキのユニフォームは1952年にCAリーベル・プレートへの憧れからこのデザインに変更した。1952年にリーベル・プレートがマドリードを訪問した際にラージョ・バジェカーノとの交流が生まれた。この出会いがきっかけとなりラージョ・バジェカーノは赤いタスキのデザインへユニフォームを変更する事を決めた。

## スタジアム
1976年5月10日に完成したカンポ・デ・フトボル・デ・バジェカスは、マドリードのビリャ・デ・バジェカス区に位置するサッカー専用スタジアムである。当初はヌエボ・エスタディオ・デ・バジェカスと呼ばれていたが、1991年にホセ・マリア・ルイス＝マテオスが会長に就任してから13年後の2004年1月、ホセ・マリアの妻のテレサ・リベーロが会長に就任すると、エスタディオ・テレサ・リベーロに改称した。テレサ・リベーロはスペインの主要なサッカークラブとして初めての女性オーナーである。2011年にテレサ・リベーロが会長から退任すると、ラウル・マルティン・プレサ新会長はカンポ・デ・フトボル・デ・バジェカスに改称した。スタジアムは全席固定で15,500人を収容し、縦102m・横64mである。片方のゴール裏にはスタンドがなく、看板を設置できる大きな壁となっている。
2009年6月、クラブは新しいスタジアムの建設計画を発表した。

## タイトル

### 国内タイトル
- セグンダ・ディビシオン : 優勝1回

2017-18
- セグンダ・ディビシオンB : 優勝2回

1984-85, 2007-08
- テルセーラ・ディビシオン : 優勝2回

1955-56, 1964-65

### 国際タイトル
- UEFAカップ : 最高位 ベスト8

2000-01

## 過去の成績
| シーズン | ディビジョン | 順位 | 国王杯 |
| -------- | ------------ | ---- | ------ |
| 1949/50  | テルセーラ   | 14位 |        |
| 1950/51  | テルセーラ   | 13位 |        |
| 1951/52  | テルセーラ   | 9位  |        |
| 1952/53  | テルセーラ   | 7位  |        |
| 1953/54  | テルセーラ   | 17位 |        |
| 1954/55  | テルセーラ   | 2位  |        |
| 1955/56  | テルセーラ   | 1位  |        |
| 1956/57  | セグンダ     | 12位 |        |
| 1957/58  | セグンダ     | 6位  |        |
| 1958/59  | セグンダ     | 14位 |        |
| 1959/60  | セグンダ     | 5位  |        |
| 1960/61  | セグンダ     | 16位 |        |
| 1961/62  | テルセーラ   | 3位  |        |
| 1962/63  | テルセーラ   | 2位  |        |
| 1963/64  | テルセーラ   | 3位  |        |
| 1964/65  | テルセーラ   | 1位  |        |
| 1965/66  | セグンダ     | 9位  |        |
| 1966/67  | セグンダ     | 6位  |        |
| 1967/68  | セグンダ     | 4位  |        |
| 1968/69  | セグンダ     | 9位  |        |
| 1969/70  | セグンダ     | 6位  |        |
| 1970/71  | セグンダ     | 5位  |        |
| 1971/72  | セグンダ     | 8位  |        |
| 1972/73  | セグンダ     | 11位 |        |
| 1973/74  | セグンダ     | 14位 |        |
| 1974/75  | セグンダ     | 8位  |        |
| 1975/76  | セグンダ     | 9位  |        |
| 1976/77  | セグンダ     | 3位  |        |
| 1977/78  | プリメーラ   | 10位 |        |
| 1978/79  | プリメーラ   | 15位 |        |
| 1979/80  | プリメーラ   | 16位 |        |

| シーズン | ディビジョン | 順位 | 国王杯       |
| -------- | ------------ | ---- | ------------ |
| 1980/81  | セグンダ     | 5位  |              |
| 1981/82  | セグンダ     | 7位  |              |
| 1982/83  | セグンダ     | 9位  |              |
| 1983/84  | セグンダ     | 20位 |              |
| 1984/85  | セグンダB    | 1位  |              |
| 1985/86  | セグンダ     | 15位 |              |
| 1986/87  | セグンダ     | 5位  |              |
| 1987/88  | セグンダ     | 5位  |              |
| 1988/89  | セグンダ     | 2位  |              |
| 1989/90  | プリメーラ   | 20位 |              |
| 1990/91  | セグンダ     | 11位 |              |
| 1991/92  | セグンダ     | 2位  |              |
| 1992/93  | プリメーラ   | 14位 |              |
| 1993/94  | プリメーラ   | 17位 |              |
| 1994/95  | セグンダ     | 2位  |              |
| 1995/96  | プリメーラ   | 19位 |              |
| 1996/97  | プリメーラ   | 18位 |              |
| 1997/98  | セグンダ     | 8位  |              |
| 1998/99  | セグンダ     | 5位  |              |
| 1999-00  | プリメーラ   | 9位  | 準々決勝敗退 |
| 2000-01  | プリメーラ   | 14位 | ベスト16     |
| 2001-02  | プリメーラ   | 11位 | 準々決勝敗退 |
| 2002-03  | プリメーラ   | 20位 | 1回戦敗退    |
| 2003-04  | セグンダ     | 21位 | 2回戦敗退    |
| 2004-05  | セグンダB    | 3位  | 2回戦敗退    |
| 2005-06  | セグンダB    | 5位  | 3回戦敗退    |
| 2006-07  | セグンダB    | 2位  | ベスト16     |
| 2007-08  | セグンダB    | 1位  | 3回戦敗退    |
| 2008-09  | セグンダ     | 5位  | ベスト32     |
| 2009-10  | セグンダ     | 11位 | ベスト16     |
| 2010-11  | セグンダ     | 2位  | 3回戦敗退    |

| シーズン | ディビジョン | 順位 | 国王杯    |
| -------- | ------------ | ---- | --------- |
| 2011-12  | プリメーラ   | 15位 | ベスト32  |
| 2012-13  | プリメーラ   | 8位  | ベスト32  |
| 2013-14  | プリメーラ   | 12位 | ベスト16  |
| 2014-15  | プリメーラ   | 11位 | ベスト32  |
| 2015-16  | プリメーラ   | 18位 | ベスト16  |
| 2016-17  | セグンダ     | 12位 | 3回戦敗退 |
| 2017-18  | セグンダ     | 1位  | 2回戦敗退 |
| 2018-19  | プリメーラ   | 20位 | ベスト32  |
| 2019-20  | セグンダ     | 7位  | ベスト16  |
| 2020-21  | セグンダ     | 6位  | ベスト16  |
| 2021-22  | プリメーラ   | 12位 | ベスト4   |
| 2022-23  | プリメーラ   | 11位 | ベスト32  |
| 2023-24  | プリメーラ   | 17位 | ベスト16  |
| 2024-25  | プリメーラ   |      | ベスト16  |

- 22シーズン : プリメーラ・ディビシオン（1部）
- 35シーズン : セグンダ・ディビシオン（2部）
- 5シーズン : セグンダ・ディビシオンB（3部）
- 11シーズン : テルセーラ・ディビシオン（4部、ただし1977-78シーズン以前は3部）
- フェデラション・レヒオナル・カステジャーナ・デ・フトボル (1928–30; 1939–49)
  - 7シーズン : プリメーラ・カテゴリア
  - 3シーズン : セグンダ・カテゴリア
- フェデラション・オブレーラ・デ・フトボル (1931–36)
  - 5シーズン

## 欧州の成績
| シーズン | 大会       | ラウンド     | 対戦相手                           | ホーム | アウェー | 合計    |  |
| -------- | ---------- | ------------ | ---------------------------------- | ------ | -------- | ------- |  |
| 2000-01  | UEFAカップ | 予選ラウンド | コンステル・ラチオ・エスポルティバ | 6-0    | 10-0     | 16-0    |  |
| 2000-01  | UEFAカップ | 1回戦        | モルデFK                           | 1-1    | 1-0      | 2-1     |  |
| 2000-01  | UEFAカップ | 2回戦        | ヴィボーFF                         | 1-0    | 1-2      | 2-2 (a) |  |
| 2000-01  | UEFAカップ | 3回戦        | FCロコモティフ・モスクワ           | 2-0    | 0-0      | 2-0     |  |
| 2000-01  | UEFAカップ | 4回戦        | FCジロンダン・ボルドー             | 4-1    | 2-1      | 6-2     |  |
| 2000-01  | UEFAカップ | 準々決勝     | デポルティーボ・アラベス           | 2-1    | 0-3      | 2-4     |  |

## 現所属メンバー
2025年2月26日現在
注：選手の国籍表記はFIFAの定めた代表資格ルールに基づく。
| No. | Pos. |              | 選手名                    |
| --- | ---- | ------------ | ------------------------- |
| 1   | GK   | スペイン     | ダニエル・カルデナス      |
| 2   | DF   | ルーマニア   | アンドレイ・ラティウ ()   |
| 3   | DF   | スペイン     | ペップ・チャバリア        |
| 4   | MF   | スペイン     | ペドロ・ディアス          |
| 5   | DF   | スペイン     | アリダネ                  |
| 6   | MF   | セネガル     | パテ・シス                |
| 7   | MF   | スペイン     | イシ・パラソン            |
| 8   | MF   | アルゼンチン | オスカル・トレホ ()       |
| 9   | FW   | スペイン     | ラウール・デ・トマス ()   |
| 11  | FW   | フランス     | ランディ・エンテカ ()     |
| 12  | FW   | スペイン     | セルジ・グアルディオラ    |
| 13  | GK   | ウルグアイ   | アウグスト・バタージャ () |
| 14  | FW   | スペイン     | セルヒオ・カメージョ      |

| No. | Pos. |            | 選手名                      |
| --- | ---- | ---------- | --------------------------- |
| 15  | MF   | スペイン   | ジェラール・グンバウ        |
| 16  | DF   | ガーナ     | アブドゥル・ムミン ()★      |
| 17  | MF   | スペイン   | ウナイ・ロペス              |
| 18  | MF   | スペイン   | アルバロ・ガルシア          |
| 19  | FW   | スペイン   | ホルヘ・デ・フルートス      |
| 20  | DF   | アルバニア | イバン・バジウ ()           |
| 21  | FW   | スペイン   | アドリ・エンバルバ          |
| 22  | DF   | ウルグアイ | アルフォンソ・エスピーノ () |
| 23  | MF   | スペイン   | オスカル・バレンティン      |
| 24  | DF   | フランス   | フロリアン・ルジューヌ      |
| 25  | MF   | スペイン   | ホニ・モンティエル          |
| 27  | DF   | スペイン   | ペラヨ・フェルナンデス      |

※括弧内の国旗はその他保有国籍、もしくは市民権、星印はEU圏外選手を示す。

### リザーブチーム
注：選手の国籍表記はFIFAの定めた代表資格ルールに基づく。
| No. | Pos. |            | 選手名                    |
| --- | ---- | ---------- | ------------------------- |
| 26  | DF   | スペイン   | マルコ・デ・ラス・シアス  |
| 28  | FW   | カメルーン | エンティエンヌ・エトー () |
| 30  | GK   | スペイン   | フアンペ・ヒル            |

| No. | Pos. |          | 選手名               |
| --- | ---- | -------- | -------------------- |
| 35  | GK   | スペイン | アドリアン・モリーナ |
| 40  | GK   | スペイン | ミゲル・ベネディ     |

### ローン移籍
in
注：選手の国籍表記はFIFAの定めた代表資格ルールに基づく。
| No. | Pos. |            | 選手名                                         |
| --- | ---- | ---------- | ---------------------------------------------- |
| 13  | GK   | ウルグアイ | アウグスト・バタージャ (リーベル・プレート) () |
| 15  | MF   | スペイン   | ジェラール・グンバウ (グラナダ)                |

| No. | Pos. |          | 選手名                          |
| --- | ---- | -------- | ------------------------------- |
| 21  | FW   | スペイン | アドリ・エンバルバ (アルメリア) |

out
注：選手の国籍表記はFIFAの定めた代表資格ルールに基づく。
| No. | Pos. |          | 選手名                  |
| --- | ---- | -------- | ----------------------- |
| --  | GK   | スペイン | ミゲル・モロ (ヴィゼラ) |

### スタッフ
| 役職         | 名前                 |
| ------------ | -------------------- |
| 監督         | イニゴ・ペレス       |
| アシスタント | ハイメ・ラモス       |
| GKコーチ     | ペドロ・モンカージョ |
| アナリスト   | オスカル・ディアス   |

## 歴代会長
| 期間      | 名前                           | 特記事項         |
| --------- | ------------------------------ | ---------------- |
| 1924–1926 | フリアン・ウエルタ             |                  |
| 1926–1927 | ホセ・モントーヤ               |                  |
| 1927–1928 | ガロ・アンドレス               |                  |
| 1929–1930 | ホセ・アントニオ・サンチェス   |                  |
| 1930–1931 | アナスタシオ・サンチェス       |                  |
| 1931–1936 | アンヘル・マルティネス         |                  |
| 1939–1943 | ミゲル・ロドリゲス・アルソラ   | （第1期）        |
| 1943–1946 | エセキエル・ウエルタ           |                  |
| 1946–1948 | ホセ・ロドリゲス・ルビオ       |                  |
| 1948–1955 | ミゲル・ロドリゲス・アルソラ   | （第2期）        |
| 1955–1958 | ヘロニモ・マルティネス         |                  |
| 1958–1961 | トマス・エステラス             |                  |
| 1961–1965 | イバン・ロイス                 |                  |
| 1965–1973 | ペドロ・ロイス                 |                  |
| 1973–1978 | マルセリーノ・ヒル             |                  |
| 1978–1980 | フランシスコ・エンシナス       |                  |
| 1980–1981 | ルイス・ケル                   |                  |
| 1981-1989 | フランシスコ・フォンタン       |                  |
| 1989–1991 | ペドロ・ガルシーア・ヒメネス   |                  |
| 1991–1994 | ホセ・マリア・ルイス＝マテオス | 後任者の夫       |
| 1994–2011 | テレサ・リベーロ               | 女性、前任者の妻 |
| 2011–     | ラウル・マルティン・プレサ     |                  |

## 歴代監督
| 年        | 名前                       |
| --------- | -------------------------- |
| 1993-1994 | フェルナンド・サンブラーノ |
| 1994-1995 | パキート                   |
| 1995-1996 | マルコス・アロンソ         |
| 1998-2001 | ファンデ・ラモス           |
| 2001      | アンドニ・ゴイコエチェア   |
| 2001-2002 | グレゴリオ・マンサーノ     |
| 2002-2003 | フェルナンド・バスケス     |
| 2003      | グスタボ・ベニテス         |
| 2003      | アントニオ・イリオンド     |
| 2003      | フレン・ロペテギ           |
| 2003-2004 | ホルヘ・ダレッサンドロ     |
| 2004      | チェチュ・ロホ             |
| 2004-2005 | カルロス・オルエ           |
| 2005-2006 | ミチェル                   |
| 2006-2010 | ペペ・メル                 |
| 2010      | フェリペ・ミニャンブレス   |
| 2010-2012 | ホセ・ラモン・サンドバル   |
| 2012-2016 | パコ・ヘメス               |
| 2016      | ホセ・ラモン・サンドバル   |
| 2016-2017 | ルベン・バラハ             |
| 2017-2019 | ミチェル                   |
| 2019-2020 | パコ・ヘメス               |
| 2020-2023 | アンドニ・イラオラ         |
| 2023-2024 | フランシスコ・ロドリゲス   |
| 2024-     | イニゴ・ペレス             |

## 歴代所属選手

### GK
| - ペドロ・コントレラス 1996-1997 - フレン・ロペテギ 1997-2002 - ケーシー・ケラー 1999-2001 - セバスティアン・サハ 2004 | - ダニ・エルナンデス 2007-2010 - ダビド・コベーニョ 2008-2012, 2012-2016 - ジョエル・ロブレス 2012 | - クリスティアン・アルバレス 2014-2015 - パウロ・ガッサニーガ 2016-2017 - ストレ・ディミトリエフスキ 2018- |

### DF
| - フェリシアーノ・リビジャ 1956-1958 - パチ・フェレイラ 2000-2001 - ヴィクトル・オノプコ 2002-2003 - イルデフォンス・リマ 2004-2005 - ホルヘ・アンドゥハル・モレノ 2005-2011 | - ラウール・ブラボ 2011-2012 - ゼ・カストロ 2013-2017 - ホアン・モヒカ 2013-2018 - ラズヴァン・ラツ 2014, 2015-2018 | - エミリアーノ・インスア 2014-2015 - ディエゴ・ジョレンテ 2015-2016 - ルイス・アドビンクラ 2018- - イバン・バジウ 2021- |

### MF
| - アントニオ・グスマン 1973-1978, 1981-1982 - ウーゴ・マラドーナ 1988-1989 - リカルド・ガジェゴ 1990-1992 - ミチェル 1993-2003, 2006-2012 - パブロ・サンス 1997-2004 - ゲルハルト・ポシュナー 1999-2001 | - ルイス・センブラーノス 1999-2004 - エリック・ロワ 2001-2002 - ハビエル・カムーニャス 2002-2003 - イリネイ 2002-2005 - ピティ 2007-2013,2016.1- - モハメド・ディアメ 2008-2009 | - ハビ・フエゴ 2010-2013 - ミチュ 2011-2012 - ロベルト・トラショーラス 2011-2018 - サウール・ニゲス 2013-2014 - アルベルト・ブエノ 2013-2015 - サンティ・コメサーニャ 2016- |

### FW
| - ルベン・カノ 1985-1987 - エルナン・メドフォード 1991-1992 - アントン・ポルスター 1992-1993 - イスマエル・ウルサイス 1993-1994 - ウーゴ・サンチェス 1993-1994 - ドミトリー・ラドチェンコ 1996-1997 | - ディエゴ・クリモヴィッツ 1996-1999 - エルヴィル・ボリッチ 2001-2002 - アルベルト・クルサット 2003-2004 - アルバロ・ネグレド 2004-2005 - ピティ 2007-2012 | - レオ・バプティスタン 2008-2013 - ラウール・タムード 2011-2012,2013.1-2013.9 - ジエゴ・コスタ 2012 - アレハンドロ・ドミンゲス 2012-2013 - アドリ・エンバルバ 2013-2020 - ラウール・デ・トマス 2017-2019 - ラダメル・ファルカオ 2021- |

## エンブレム
クラブ設立以来、盾形の枠の中に走る光線、そしてクラブ名の頭文字を配する基本デザインは変わらない。しかしチーム名変更に伴い、頭文字はADRからADRVそして1995年にRVMと変遷した。2009年には真ん中のVのみ赤色に変えられたが、これはルイス・マテオスのイニシャルRMを際立たせるためではという憶測もある。